# Сигал, Стивен
Сти́вен Фре́дерик Сига́л (англ. Steven Frederic Seagal; род. 10 апреля 1952, Лансинг, Мичиган, США) — американский актёр, кинорежиссёр
, сценарист, кинопродюсер, музыкант и мастер айкидо (7-й дан). Философия Сигала в преподавании айкидо простая: «Это должно быть эффективно на улице».

## Биография
Информация о происхождении Сигала противоречива. По документальным данным, его отец, учитель математики Сэмюэл Стивен Сигал (1928—1991) — еврей; мать, Патрисия Сигал (урождённая Даффи, 1930—2003) — немецкого, голландского и английского происхождения, а его еврейские дед и бабушка по отцовской линии — Натан Зигельман (Nathan Siegelman, 3 августа 1893, Минск — 1973) и Дора Гольдштейн (Dora Goldstein, 1894, Брест — 1989) приехали в Америку детьми из Санкт-Петербурга, впоследствии сократили и американизировали фамилию из Siegelman до Seagal. Сигал неоднократно сообщал противоречивые сведения о своих корнях, в разных ситуациях выдавая себя за итальянца, японца и русского, хотя на самом деле, в том числе по данным матери, он имеет ирландское и еврейское происхождение.
По одной из версий самого Сигала, его дед по отцовской линии происходил из одного из буддистских районов России, а затем, в первой половине XX века, перебрался в США. Сигал вспоминает, что в детстве ему говорили про деда, что тот был «монголом», однако, кем он был на самом деле, монголом, бурятом или калмыком, неизвестно, поскольку тех, «кто мог знать ответ на этот вопрос, уже нет». На фотографии деда и его семьи, по словам Сигала, были люди с раскосыми глазами, с монгольскими шапками на головах. Он заявил, что анализ ДНК показал якутских и бурятских предков. То, что мать Сигала имела ирландское происхождение, является лишь предположением. По словам Сигала, его мать была подкидышем, её нашли в подброшенной к крыльцу чужого дома коробке из-под обуви, поэтому «это остаётся большим вопросом, кем она была». Кроме того, по словам самого Сигала, его бабушка родом из Владивостока, также у него есть корни в Санкт-Петербурге, Беларуси и на Украине.
Рост 194 см вес 126 кг.

## Карьера киноактёра

«Над законом»

В 1982 году, в Японии, Стивен Сигал впервые попал в кинобизнес. Это случилось в Киото. Знаменитый мастер кэндо Оноха Итторо пригласил Стивена Сигала на съёмки фильма «Вызов» как эксперта по японскому фехтованию. Стивена Сигала попросили поставить несколько сцен боёв на мечах катана и привести своих учеников из Тэнсин додзё для массовок. В ноябре 1986 года Эндрю Дэвис снял пятиминутную пробу, в которой были Келли Леброк и Стивен Сигал. Руководству «Уорнер Бразерз» она понравилась и оно захотело, чтобы Стивен Сигал продемонстрировал, что он может им дать. Поэтому в 1987 году Овиц организовал в студии демонстрацию айкидо для сотрудников из числа руководящего состава «Уорнер Бразерз». Для этого в одном из пустующих съёмочных павильонов расстелили татами. Демонстрация длилась 10 минут и в ней участвовали Стивен Сигал, Мацуока и Грэг Данн, своим размером и физическими формами превосходящий Стивена Сигала. Демонстрация оказалась яркой и динамичной. Овицу перезвонили практически немедленно и сказали, что будут снимать Сигала в фильме «Уорнер бразерз» «Над законом».
С очень скромным бюджетом в семь миллионов долларов фильм «Над законом» оказался очень успешным: он собрал более 30 миллионов. Несмотря на то, что только в первом фильме Сигала «Над законом» его героя зовут Нико, многие следующие фильмы с его участием выходили в российском пиратском прокате с подзаголовком «Нико»: «Нико-2», «Нико-3» и так далее. В 1998 году Стивен Сигал углубился в буддизм. В монастыре Палъюл достопочтенный лама Пема Норбу Ринпоче признал Сигала реинкарнацией знаменитого тибетского учителя Чордена Дордже. Но для этого Сигал должен был перестать сниматься в фильмах, где присутствует насилие и смерть, что он и сделал, разорвав контракты на съёмки нескольких фильмов.
12 января 2016 года Стивен Сигал получил почётное гражданство Сербии. 3 ноября 2016 года был принят в гражданство Российской Федерации.

## Стивен Сигал в России и Беларуси

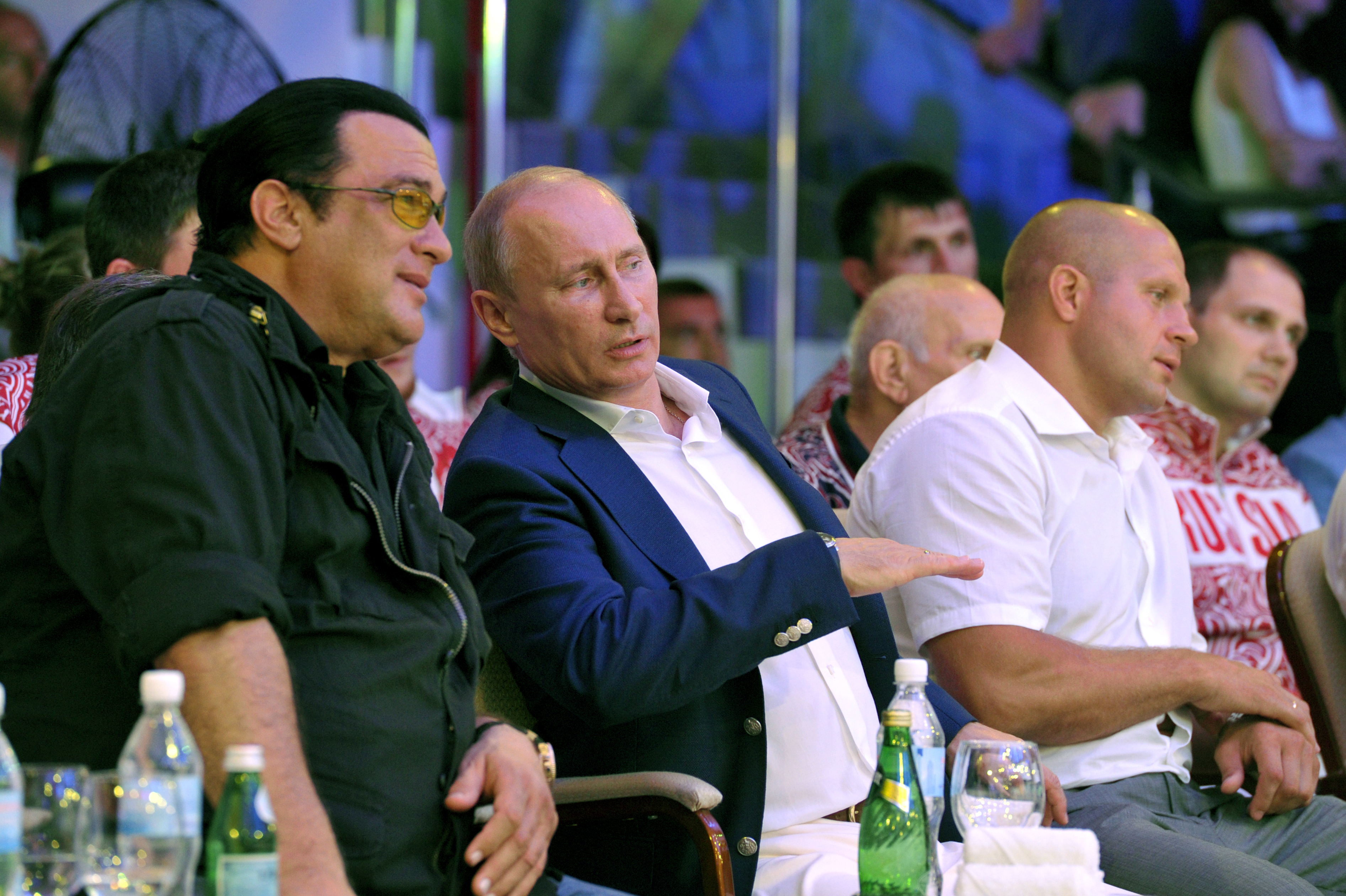
Стивен Сигал, Владимир Путин и Фёдор Емельяненко, 11 августа 2012 года

В июне 2013 года на саммите G8 президент РФ Владимир Путин на личной встрече с президентом США Бараком Обамой предложил назначить Стивена Сигала почётным консулом России в Калифорнии и Аризоне, однако американская сторона данное предложение не поддержала. Посол РФ в США Сергей Кисляк несколько раз безрезультатно поднимал вопрос о назначении Сигала в Госдепартаменте США. 3 ноября 2016 года Указом Президента России Владимира Путина Сигал получил российское гражданство. 25 ноября 2016 года Владимир Путин лично вручил Стивену Сигалу паспорт гражданина России. Ранее Дмитрий Песков заявил, что Сигал «настойчиво и достаточно продолжительное время обращался с просьбой предоставить ему гражданство». В мае 2018 года был гостем на четвёртой инаугурации Владимира Путина.
По словам Сигала, его предки из Кяхты (юг Бурятии), поэтому он любит приезжать в Россию, только его русский язык ограничен матерными словами, а знакомство с российским кино — личными встречами с Кончаловским и Михалковым. В ноябре 2007 года посетил Калмыкию.

3 сентября принял участия в мероприятиях Восточного экономического форума где встретился с президентом России Владимиром Путиным. 24 августа Стивен Сигал приехал в Беларусь с целью сотрудничества с компанией Wargaming и побывал на встрече с президентом страны Александром Лукашенко.

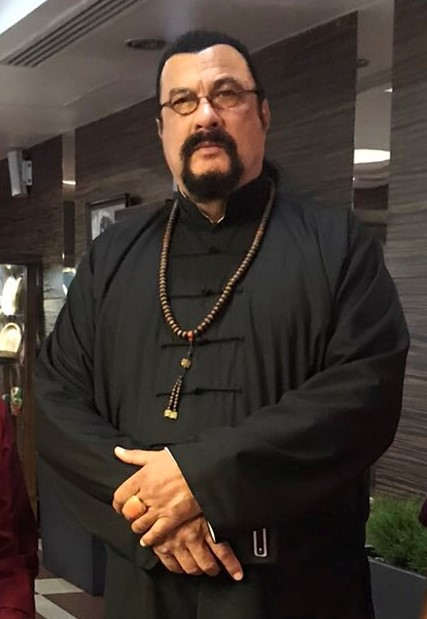
Стивен Сигал с визитом в Бурятии, Россия. Июль 2020 года

В 2018 году присутствовал на инаугурации Владимира Путина и на параде Победы на Красной площади. В том же году приказом министра иностранных дел России Стивен Сигал назначен специальным представителем МИД России по гуманитарным связям России и США. На данном посту актёр займётся проектами в сфере культуры, науки, образования, искусства и спорта. В его обязанности также войдёт сохранение связанных с Россией памятных мест в США и популяризация наследия Русской Америки.
Отметил 70-летие в элитном московском ресторане «Марио», среди гостей были известные личности, в том числе главный редактор государственной новостной сети RT Маргарита Симоньян и Владимир Соловьёв (служивший переводчиком). Резонанс в социальных сетях вызвала праздничная речь юбиляра, в которой он на фоне богато сервированных столов обратился к своим гостям со словами поддержки и пообещал помочь им в «голодные времена».

## Политическая и общественная деятельность
С 2020 года член социал-демократической партии «Справедливая Россия — За правду», специальный представитель МИД РФ по гуманитарным связям России с США и Японией (с 2018).
В 2017 году Стивену Сигалу на 5 лет запрещён въезд на Украину.
Сигал поддержал российскую аннексию Крыма и российское вторжение на Украину, заявил что готов принять участие в войне против Украины, чтобы «сражаться на стороне своего президента».

## Критика
СМИ отмечали, что Стивен Сигал выдумал многие эпизоды своей жизни, а также рассказывал множество сомнительных историй о своём прошлом. Так, он заявлял, что проводил основную часть своего детства в Бруклине, однако мать Сигала отмечала, что он родился в штате Мичиган, а через пять лет семья переехала в Фуллертон. Стивен также упомянул, что в молодости у него была репутация «сумасшедшего гангстера», но мать опровергла это, сказав, что в детстве он был хрупким, слабым и страдал от астмы. Стивен утверждал, что с 1968 по 1973 год провёл в Японии, однако журналисты обнаружили в колледже Фуллертона документы, подтверждающие его зачисление на первый курс в 1970 году, а также информацию о том, что он учился там до осени 1971 года. Стивен также заявлял, что обучался у основателя айкидо Морихея Уэсибы, однако тот умер в 1969 году, а известный ученик Уэсибы Терри Добсон, который учился у него с 1961 по 1969 годы, заявил, что не знает ничего о Сигале. Кроме того, Сигал бездоказательно утверждал, что он обучался в ЦРУ, принимал участие в операциях и обучал агентов ЦРУ, боролся с якудзой в Японии с помощью ирландской мафии, является ведущим мировым экспертом по мечам, владеет японским, русским и итальянским языком, обучал бойцов UFC.
Существует мнение, что умения Сигала в дисциплине айкидо являются мистификацией, сам он очень слаб как боец, а большинство его успехов не выходят за пределы посредственного любителя. Олег Тактаров отмечает:

«Когда я приехал, для меня звездой был Стивен Сигал. Я не знал, скажем, кто такие де Ниро или Аль Пачино. Я в первые же полгода пересёкся с кучей голливудских звёзд, даже не понимая, кто есть кто. Но когда я познакомился с Сигалом, он произвёл на меня очень плохое впечатление, и с вершины моего личного топа он переместился на самое дно. Я никак это не хочу комментировать. Видимо, его раздавило славой».

На съёмочной площадке фильма «Во имя справедливости» (1991) Сигал утверждал, что благодаря обучению айкидо он невосприимчив к удушению до потери сознания. Услышав об этом Джин Лебелл, координатор трюков в фильме, решил предоставить Сигалу возможность доказать свои слова. Лебелл обхватил Сигала руками за шею, и как только Сигал сказал «давай», начал душить его до потери сознания, при этом Сигал обильно опорожнил кишечник. Лебелл много лет отказывался от комментариев и подтвердил эту историю лишь в 2012 году. Когда Сигала спросили об инциденте, он прямо отверг обвинения, назвав Лебелла «больным, патологическим подонком-лжецом», и назвал имя свидетеля, который мог бы доказать, что Лебелл сфабриковал всю историю. Это заявление вызвало бурную реакцию со стороны ученицы Лебелла Ронды Раузи, которая сказала, что Сигал лжёт, и заявила: «Если [Сигал] скажет что-нибудь плохое о Джине мне в лицо, я заставлю его обделаться во второй раз».
Обвинения в плохом обращении с каскадёрами продолжались на протяжении всей дальнейшей карьеры Сигала: каскадёр Питер Харрис Кент (дублёр Арнольда Шварценеггера) и Майк Лидер публично критиковали его выходки на съёмочной площадке. Актёр Джон Легуизамо также утверждал, что во время репетиций фильма «Приказано уничтожить», в отместку за то, что он смеялся над ним, Сигал застал его врасплох и швырнул в кирпичную стену. Майкл Джей Уайт, который снимался с ним в нескольких фильмах, заявил, что он регулярно бил каскадёров. Негативную оценку Сигалу давал Курт Рассел; отмечалось грубое и агрессивное поведение Сигала на съёмках.
По утверждениям самого Стивена Сигала, с 2010 года он тренировал бразильских бойцов, в частности Андерсона Силву к первому поединку с Челом Сонненом (29-14-1). Однако сами спортсмены эту информацию не подтверждают. Также Сигал заявлял, что тренировал Даниэля Кормье и научил Лиото Мачиду технике, которая была использована для нокаута одного из его противников.
В июле 2014 года организаторы фестиваля «Августовский блюз» в Эстонии отменили приглашение для Стивена Сигала в связи с исполнением им гимна ДНР на мотошоу в Севастополе. Кампанию против приезда в Эстонию Сигала развернул эстонский певец Тынис Мяги. Он и ещё несколько его единомышленников, организаторы фестиваля Индрек Дитманн и Рауль Укареда, сделали официальное заявление о том, что Сигал в Эстонию не приедет.

## Санкции
В августе 2022 года, после вторжения России на Украину, Стивен Сигал посетил колонию в Еленовке, где в результате взрыва был разрушен один из бараков и погибло 53 украинских военнопленных. Как заявил глава ДНР Денис Пушилин, бывший актёр снимает документальный фильм о «войне в Донбассе». По его словам, Сигал хочет изменить отношение к войне на Украине, поскольку «98 % тех, кто говорит о конфликте в СМИ», никогда там не были из-за чего мир не знает правды о происходящем. Позднее Сигал был внесён ФБК в список коррупционеров и разжигателей войны, с предложением введения против него международных санкций из-за поддержки действий российских властей на оккупированных украинских территориях.

## Личная жизнь

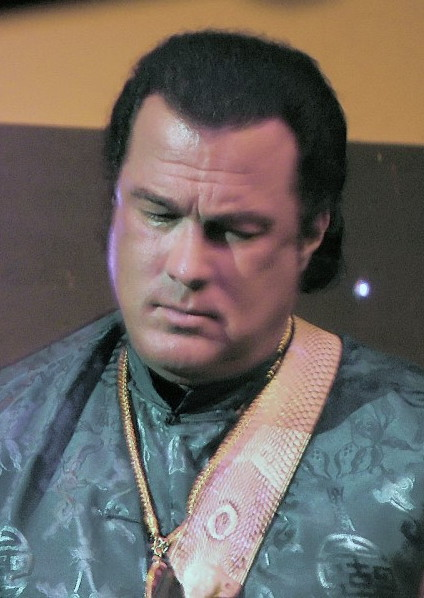
Сигал в 2007 году

Первый брак с японкой Мияко Фудзитани (1974–1987). От неё есть двое детей, Кентаро Сигал и Аяко Фудзитани.
Второй брак с Адриенн Ларусса был заключён в 1984 году. Был аннулирован из-за его увлечения актрисой и моделью Келли Леброк.
С 1987 года был женат на Келли Леброк, с ней имеет троих детей — Аннализу Сигал (род. 1987), Доминика Сан Рокко Сигала (род. 1990) и Аррису Сигал (род. 1993). Развелись в 1994 из-за романа актёра с Ариссой Вульф, их семейной няней.
От Вульф у Сигала есть дочь Саванна.
В настоящее время[какое?] актёр состоит в официальном браке с Батсухийн Эрдэнэтуяа (Erdenetuya Batsukh), профессиональной танцовщицей, уроженкой Монголии, от которой имеет сына Кунзана.
В сентябре 2009 года в возрасте 58 лет в седьмой раз стал отцом.
У Стивена Сигала двое внуков.
Сигал — буддист. В феврале 1997 Пема Норбу Ринпоче распознал его как перевоплощение тертона XVII века Чунгдраг Дордже. Опекун Ябши Пан Ригдзин Вангмо, дочери Панчен-ламы X. Кроме того Сигал заявлял, что является священником оомото-кё.
В декабре 2017 года полиция Лос-Анджелеса возбудила в отношении Стивена Сигала дело об изнасиловании, позднее прокуратура Лос-Анджелеса начала проверку по делу о сексуальных домогательствах со стороны актёра (на домогательства с его стороны пожаловались больше 10 женщин).

## Награды и номинации
- 1995 — премия «Золотая малина» в категории «Худший режиссёр», 2 номинации в категориях «Худший фильм» и «Худший актёр» («В смертельной опасности»).
- 1997 — номинация на премию «Золотая малина» в категории «Худший актёр второго плана» («Приказано уничтожить»).
- 1998 — 4 номинации на премию «Золотая малина» в категориях «Худший фильм», «Худший актёр», «Худшая пара», «Худшая песня» («Огонь из преисподней»).
- 1999 — премия «PETA Humanitarian Award»[84].
- 2003 — номинация на премию «Золотая малина» в категории «Худший актёр» («Ни жив ни мёртв»).
- 2023 — Орден Дружбы (27 февраля 2023 года, Россия) — за большой вклад в развитие международного культурно-гуманитарного сотрудничества[85][86]

## Фильмография

### Фильмы
| Год  |     | Русское название                | Оригинальное название         | Роль                   |
| ---- | --- | ------------------------------- | ----------------------------- | ---------------------- |
| 1988 | ф   | Над законом                     | Above the Law                 | Нико Тоскани           |
| 1990 | ф   | Смерти вопреки                  | Hard to Kill                  | Мейсон Сторм           |
| 1990 | ф   | Помеченный смертью              | Marked for Death              | Джон Хетчер            |
| 1991 | ф   | Во имя справедливости           | Out for Justice               | Джино Фелино           |
| 1992 | ф   | В осаде                         | Under Siege                   | Кейси Райбек           |
| 1994 | ф   | В смертельной опасности         | On Deadly Ground              | Форрест Тафт           |
| 1995 | ф   | В осаде 2: Тёмная территория    | Under Siege 2: Dark Territory | Кейси Райбек           |
| 1996 | ф   | Приказано уничтожить            | Executive Decision            | полковник Остин Тревис |
| 1996 | ф   | Мерцающий                       | The Glimmer Man               | Джек Коул              |
| 1997 | ф   | Огонь из преисподней            | Fire Down Below               | Джек Таггерт           |
| 1998 | ф   | Мой гигант                      | My Giant                      | Стивен Сигал           |
| 1998 | ф   | Патриот                         | The Patriot                   | доктор Вэсли МакЛарен  |
| 2001 | ф   | Сквозные ранения                | Exit Wounds                   | Орин Бойд              |
| 2001 | ф   | Часовой механизм                | Ticker                        | Фрэнк Гласс            |
| 2002 | ф   | Ни жив ни мёртв                 | Half Past Dead                | Саша Петросевич        |
| 2003 | ф   | Иностранец                      | The Foreigner                 | Джонатан Колд          |
| 2003 | в   | Во имя мести                    | Out for a Kill                | Роберт Бёрнс           |
| 2003 | в   | Охота на зверя                  | Belly of the Beast            | Джейк Хоппер           |
| 2004 | ф   | Король клетки                   | Clementine                    | Джек Миллер            |
| 2004 | в   | Вне досягаемости                | Out of Reach                  | Уильям Лэнсинг         |
| 2005 | ф   | Тень якудза (К солнцу)          | Into the Sun                  | Тревис Хантер          |
| 2005 | в   | Предельная глубина              | Submerged                     | Крис Коди              |
| 2005 | в   | Сегодня ты умрёшь               | Today You Die                 | Харлан Бэнкс           |
| 2005 | в   | Иностранец 2: Чёрный рассвет    | Black Dawn                    | Джонатан Колд          |
| 2006 | в   | Ударная группа                  | Attack Force                  | маршал Лоусон          |
| 2006 | в   | Наёмники                        | Mercenary for Justice         | Джон Сигер             |
| 2006 | в   | Тени прошлого (Теневой человек) | Shadow Man                    | Джек Фостер            |
| 2007 | в   | Городское правосудие            | Urban Justice                 | Саймон Баллестер       |
| 2007 | в   | Чёрный гром                     | Flight of Fury                | Джон Сандс             |
| 2008 | в   | Карточный долг                  | Pistol Whipped                | Мэт Конлин             |
| 2008 | ф   | Луковые новости                 | The Onion Movie               | Кок Панчер             |
| 2008 | в   | Смертельный удар                | Kill Switch                   | Джейкоб Кинг           |
| 2009 | в   | Руслан                          | Driven to Kill                | Руслан Драчев          |
| 2009 | ф   | Хранитель                       | The Keeper                    | Роланд                 |
| 2009 | в   | Последняя надежда человечества  | Against the Dark              | Тао                    |
| 2009 | в   | Опасный человек                 | A Dangerous Man               | Шейн Даниэлс           |
| 2010 | ф   | Мачете                          | Machete                       | Рохелио Торреc         |
| 2010 | в   | Рождённый побеждать             | Born to Raise Hell            | Бобби                  |
| 2011 | кор | В овечьей шкуре                 | Sheep Impact                  | Пол Уиланд             |
| 2012 | в   | Максимальный срок               | Maximum Conviction            | Кросс                  |
| 2013 | в   | Карательный отряд               | Force of Execution            | Александр Котс         |
| 2014 | в   | Хороший человек                 | A Good Man                    | Джон Александр         |
| 2014 | в   | Двойная игра                    | Gutshot Straight              | Поли Транкс            |
| 2015 | в   | Отпущение грехов                | Absolution                    | Джон Александр         |
| 2016 | в   | Убийство Салазара               | Killing Salazar               | Харрисон               |
| 2016 | в   | Снайпер: Специальный отряд      | Sniper: Special Ops           | Джейк                  |
| 2016 | в   | Кодекс чести                    | Code of Honor                 | полковник Роберт Сайкс |
| 2016 | в   | Азиатский связной               | Asian Connection              | Мистер Сиранкири       |
| 2016 | в   | Совершенное оружие              | The Perfect Weapon            | Директор               |
| 2016 | в   | Конец ствола                    | End of a Gun                  | Декер                  |
| 2016 | в   | Контракт на убийство            | Contract to Kill              | Джон Хармон            |
| 2017 | в   | Китайский продавец              | Zhong guo tui xiao yuan       | Лаудер                 |
| 2018 | в   | Истощение / Последняя миссия    | Attrition                     | Акс                    |
| 2019 | в   | Главнокомандующий               | General Commander             | Джейк Александер       |
| 2019 | в   | Вне закона                      | Beyond the Law                | Августино «Финн» Адэр  |

### Сериалы
| Год       |   | Русское название     | Оригинальное название | Роль                    |
| --------- | - | -------------------- | --------------------- | ----------------------- |
| 1996      | с | Розанна              | Roseanne              | Камео (эпизод:Roseambo) |
| 2011—2012 | с | Настоящее правосудие | True Justice          | Илайджа Кэйн            |

### В роли самого себя
| Год  |   | Русское название              | Оригинальное название                                         | Роль  |
| ---- | - | ----------------------------- | ------------------------------------------------------------- | ----- |
| 1992 | ф | Отличные полицейские          | Universal Cops                                                | камео |
| 1998 | ф | Мой гигант                    | My Giant                                                      | камео |
| 1999 | ф | Достать Брюса                 | Get Bruce                                                     | камео |
| 2002 | ф | Искусство боя                 | Interviewee Art of Action: the Martial Arts in Motion Picture | камео |
| 2003 | ф | Слова моего истинного учителя | Words of My Perfect Teacher                                   | камео |

### Режиссёр
| Год  |   | Русское название        | Оригинальное название | Роль         |
| ---- | - | ----------------------- | --------------------- | ------------ |
| 1994 | ф | В смертельной опасности | On Deadly Ground      | Форрест Тафт |

### Продюсер
| Год  |   | Русское название         | Оригинальное название  | Роль     |
| ---- | - | ------------------------ | ---------------------- | -------- |
| 2000 | ф | Принц Центрального парка | Prince of Central Park | продюсер |

## Дискография
- 2005 — Songs from the Crystal Cave
- 2006 — Mojo Priest